# Lapillopsis nana
Lapillopsis è un genere estinto di temnospondilo stereospondilo facente parte della famiglia Lapillopsidae, vissuto nel Triassico inferiore, circa 252,3-251,3 milioni di anni fa (Induano), i cui fossili sono stati ritrovati in quella che oggi è la Formazione Rewan, nel Queensland, Australia. Il genere contiene una singola specie, ossia L. nana, conosciuta unicamente per un cranio, e i cui individui raggiungevano anche i 10 centimetri (3,9 pollici) di lunghezza.
Originariamente, Lapillopsis era stato identificato il sister taxon di Rotaurisaurus, in un'analisi del 1999 che ha descritto i lapillopsidi come Stereospondyli primitivi. Nel 2017, invece, Lapillopsis è stato identificato come sister taxon di Dissorophoidea. Un altro parente di Lapillopsis è Manubrantlia, descritto dal Triassico inferiore dell'India.